# 霍赛图伊克森
霍赛图伊克森，是西班牙加泰罗尼亚莱里达省的一个市镇。 总面积68平方公里，总人口146人（2001年），人口密度2人/平方公里。